# Lansdowne House

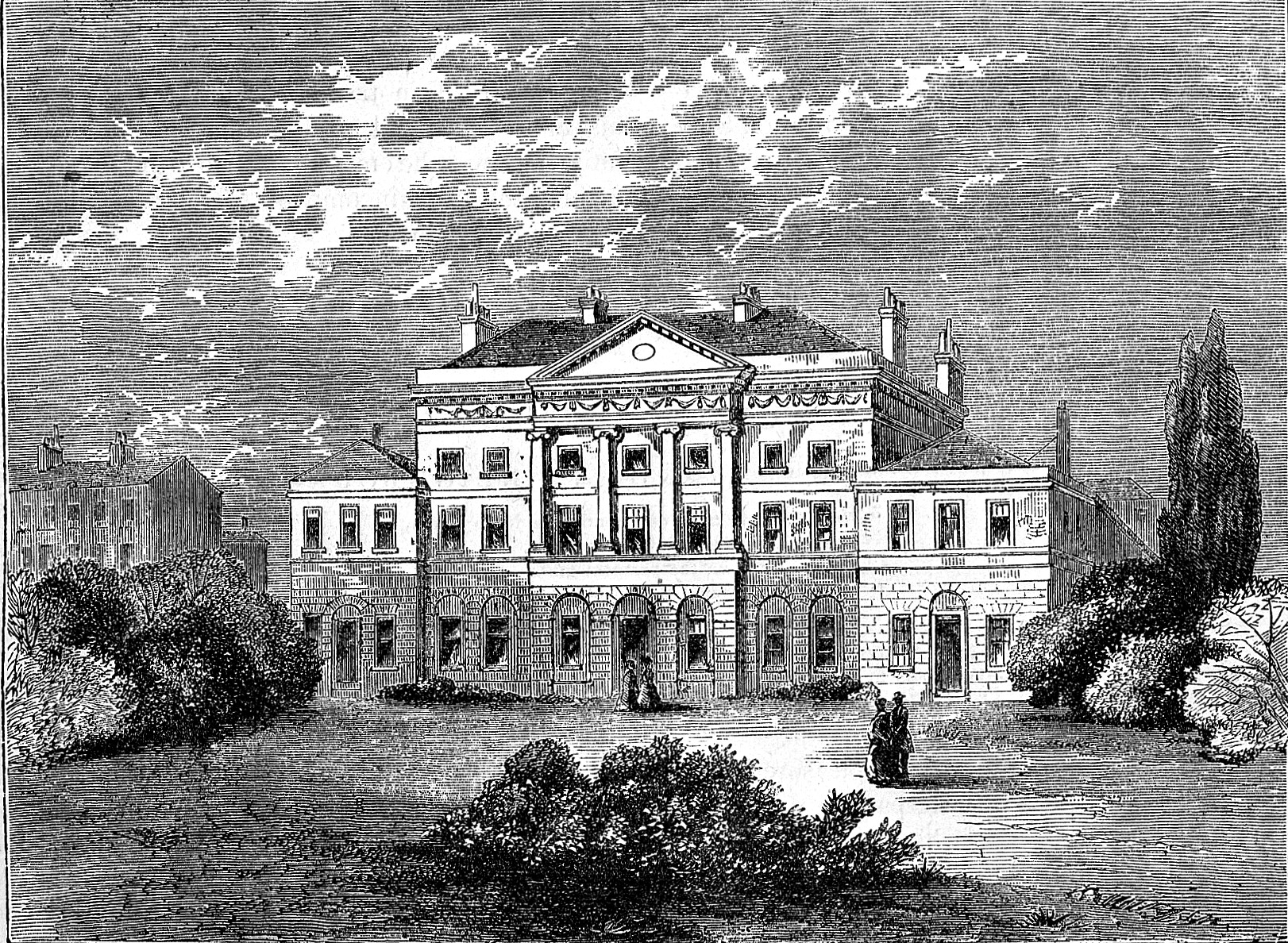
Lansdowne House in seiner ursprünglichen Form

Früherer Salon von Lansdowne House (heute im Philadelphia Museum of Art)

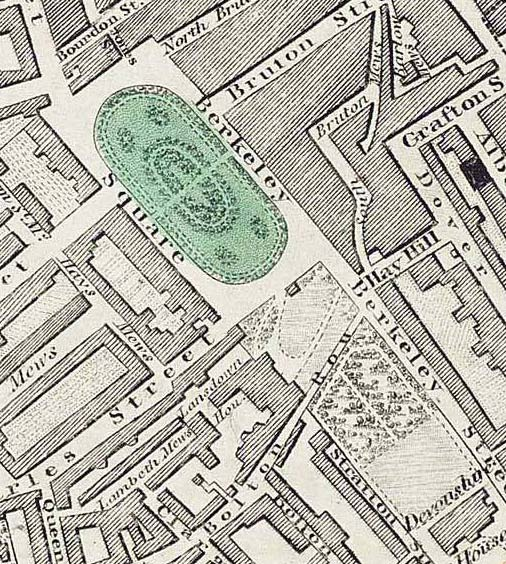
Lansdowne House ist auf diesem Stadtplan von 1830 zu sehen.

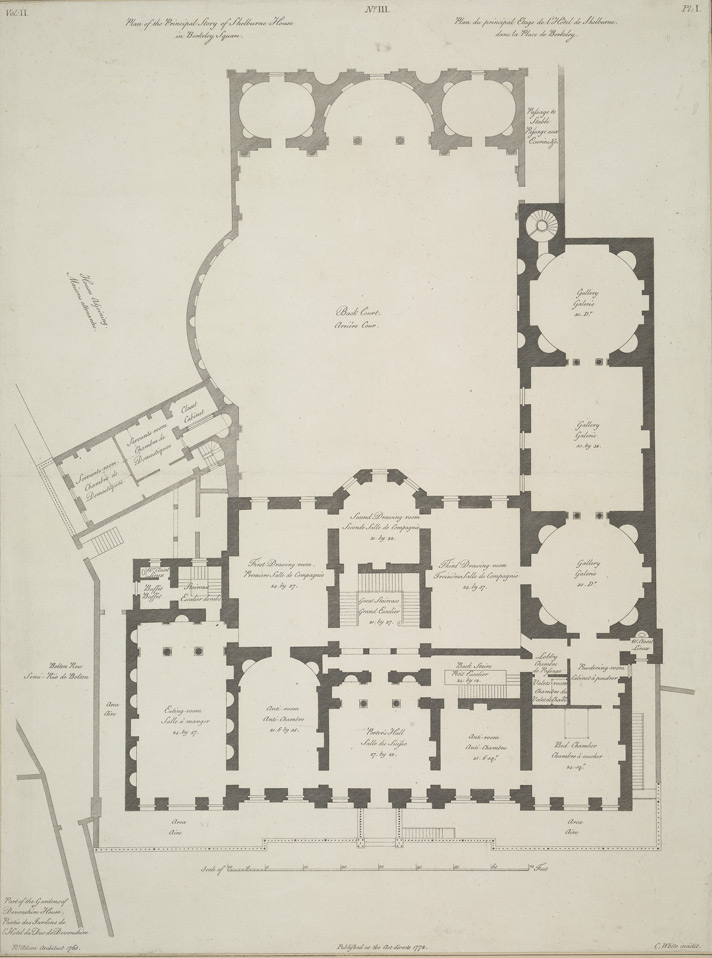
Grundriss des Hauptgeschosses von Lansdowne House (veröffentlicht 1765)

Lansdowne House ist ein nur teilweise erhaltenes Herrenhaus aus dem 18. Jahrhundert im Südwesten des Berkeley Square im Stadtzentrum der britischen Hauptstadt London. Es wurde von Robert Adam als privates Stadthaus entworfen und gehörte den größten Teil seiner Nutzungszeit als Wohnhaus der Familie Petty-FitzMaurice, Marquesses of Lansdowne. Seit 1935 residiert dort der Lansdowne Club. Die Aufteilung des Anwesens war sehr ungewöhnlich: Es gab einen großen Vorgarten, der die gesamte Südseite des Platzes einnahm. Das Herrenhaus selbst zeigte mit seiner schmalen Ostfassade auf diesen Vorgarten. Dieses Arrangement eröffnete dem südlich davon am Piccadilly gelegenen Devonshire House freien Blick auf den Berkeley Square.
Bekannte Eigner von Lansdowne House waren:
- John Stuart, 3. Earl of Bute, britischer Premierminister (1762–1763)
- William Petty, 2. Earl of Shelburne (später 1. Marquess of Lansdowne), britischer Premierminister (1782–1783)
- William Pitt der Jüngere, britischer Premierminister (1783–1801 und 1804–1806)
- William Waldorf Astor, 1. Viscount Astor, damals reichster Mann der USA (1891–1893)
- Archibald Primrose, 5. Earl of Rosebery, Staatsmann der britischen Liberalen und Premierminister (1894–1895)
- Harry Gordon Selfridge, Gründer des Kaufhauses Selfridges

In den 1930er-Jahren beschloss die Stadtverwaltung, eine Verbindungsstraße vom Berkeley Square zur Curzon Street zu bauen. Dies machte den Abriss aller vorderen Räume von Lansdowne House notwendig. Der von Adam entworfene Salon wurde ausgebaut und im Philadelphia Museum of Art ausgestellt, während das Speisezimmer an das Metropolitan Museum of Art in New York ging. Die Sammlerstücke des Hauses, wie die Amazone von Lansdowne und der Hercules von Lansdowne, wurden ebenfalls von US-amerikanischen Museen gekauft. Die Fassade wurde in modifizierter Form vorne an das Rumpfhaus angefügt.
Am 1. Mai 1935 eröffnete im Lansdowne House der Lansdowne Club als „gesellschaftlicher und athletischer Anwohner-Club für Mitglieder von gesellschaftlichem Stand“.
Später wurde ein großes Geschäftshaus in den Vorgarten am Südende des Berkeley Square gebaut (heute Nr. 55–59). Dieses neue Gebäude erbte den Namen des alten Hauses, während das Haus Fitzmaurice Place Nr. 9 (das Rumpfhaus) noch am alten Standort steht. Seit 2000 wurden die Räume des immer noch dort residierenden Lansdowne Club ausgedehnten Renovierungen unterzogen.